# CODLAG

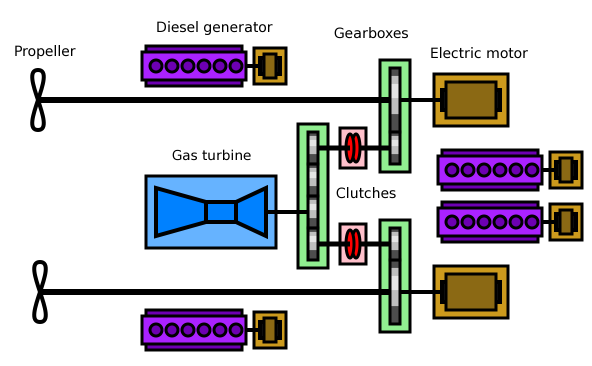
Princip zapojení pohonného systému typu CODLAG

CODLAG (anglická zkratka za Combined diesel-electric and gas), či CODELAG ( Combined diesel-electric and gas), je kombinovaný námořní pohon založený na kombinaci dieselgenerátorů, elektromotorů a plynové turbíny. Jedná se o modifikací pohonného systému typu CODAG.
Dieselgenerátory vyrábějí elektřinu pro napájení elektromotorů, které přes hřídele roztáčejí lodní šrouby. V případě potřeby vyšší rychlosti pak lze zapojit plynovou turbínu, která přes převodovku a spojku roztáčí tytéž lodní hřídele. Jestliže není turbína v provozu, lze ji díky spojce odpojit a využít tak ekonomičtější pohon elektromotory.
Elektrická energie generovaná dieselgenerátory slouží nejenom k pohonu plavidla, ale i k napájení ostatních lodních systémů. Odpadá tedy nutnost mít zvlášť dieselmotory pro pohon a zvlášť pro generování elektřiny, čímž se i zjednodušuje obsluha a zlevňuje provoz. Elektromotory mohou být na hřídele napojeny přímo, takže se dále zjednodušuje převodové ústrojí a převodovka je třeba pouze pro připojení turbíny.
Další výhoda CODLAG uspořádání je v tom, že dieselmotory nejsou mechanicky spojeny s hřídelemi lodních šroubů a tudíž je lze umístit tak, aby se snížila hladina hluku způsobeného jejich provozem. Toto je výhodné zejména u protiponorkových plavidel.

## Příklady lodí s CODLAG pohonným systémem
- Britské fregaty třídy Type 23/Norfolk
- Letadlové lodě britského projektu CVF: HMS Queen Elizabeth (R08) a HMS Prince of Wales (R09)
- Německé fregaty třídy Baden-Württemberg
- Španělské fregaty třídy Bonifaz
- Americké fregaty třídy Constellation
- GTS Finnjet (finský trajekt (cruiseferry))